# Thibault Laget-ro
Pour les articles homonymes, voir Laget.
Thibault Laget-ro, né en 1976 à Tokyo, est un peintre figuratif français.

## Biographie
Diplômé de l'université Sorbonne I en économie, Thibault Laget-ro rejoint les cours libre de l'École des beaux-arts de Paris dans les ateliers d'Hubert de Chalvron et de Jean-Marc Thommen, avant d'étudier à l'Institut des hautes études en arts plastiques, au terme duquel il participe à la Biennale de Paris à Beyrouth.
Il réalise deux résidences d'artistes, l'une à Santa Fé (Nouveau-Mexique) aux États-Unis et une seconde au Canada, au Musée d'art contemporain de Baie-Saint-Paul, lors du 34e Symposium International d'Art Contemporain de Baie-Saint-Paul.
En 2009, il est l'un des lauréats de la fondation Colas, année où Olivier Masmonteil et Philippe Cognée sont également primés. En 2016, Le Musée d'art contemporain de Baie-Saint-Paul intègre à sa collection la toile intitulée, L'Immersion après une importante levée de fonds lors des derniers jours de sa résidence.
Thibault Laget-ro développe un style très graphique dont la caractéristique majeure est la récurrence d'un personnage qui a connu plusieurs couleurs : rouge (2005-2007), bleu (2007-2009), beige (2009-2011) et brun (2012-...) et qui s'accompagne de personnages très colorés. Depuis 2012, il s'intéresse principalement aux grands sujets de société touchant à la notion de liberté, et ses recherches plastiques opposent souvent ceux qui vivent les événements et leur violence, à ceux qui y assistent, en différé, dans un grand confort et indifférence.
Bien qu'on associe souvent sa peinture à la figuration narrative ou à du pop art[réf. nécessaire], il est difficile de l'y cantonner tant il s'en éloigne par certains aspects mais il est évident que son travail tend vers une démarche de plus en plus engagée[Interprétation personnelle ?].
En mai 2018, il s'est engagé avec 31 artistes contre la famine dans la corne de l'Afrique, en offrant une œuvre au profit de l'UNICEF via une collecte de financement participatif.

## Sélection d'œuvres
- L'Immersion, 2016, acrylique sur toile, 320 cm x 130 cm (collection du Musée d'art contemporain de Baie-Saint-Paul, Canada)
- La Route de l'imaginaire, 2009, acrylique sur toile, 150 cm × 150 cm (collection fondation Colas)

## Expositions

### Expositions personnelles (sélection)
À partir de 2012, il réalise ses premières grandes expositions publiques. À Aigues Mortes, pour présenter Liberté ! Libertà ! Libertad ! où plus de 23 000 visiteurs ont pu découvrir ses peintures, puis à l'Orangerie du Sénat à Paris pour présenter Point Critique (2013) et à Draguignan, pour présenter Normalement, la vie continue... au Musée d'Art et d'Histoire (2014) lors de la 23e édition de l’Été Contemporain Dracénois.
- 2017 : Panorama, de l'Exil à L'exode, DRAC Normandie[10]
- 2017 : Galerie du lycée Auguste et Louis Lumière, (Un)différent, Marseille
- 2016 : Galerie Couteron, Exode, Paris
- 2014 : Musée d'art et d'histoire de Draguignan, « Normalement, la vie continue... »[11], Draguignan. Commissariat : Fabrice d’Agosto bacquart.
- 2013 : Orangerie du Sénat, « Point critique »[12], Paris.
- 2012 : Exposition publique Liberté ! Libertà ! Libertad !, Chapelle de Capucins, Aigues Mortes, France
- 2011 : Wallpaper, Siège social Swisslife Banque Privée, Place Vendôme, Paris
- 2009 : Quand les corps s'électrisent, Galerie Le Feuvre, Paris [13],[14]
- 2008 : Les anges ne crient pas, galerie C.R.O.U.S Beaux Arts, Paris

### Expositions collectives (sélection)
- 2017 : PyeongChang Biennale 2017[15], Curateur Seong-Youn Kim, Corée du sud
- 2016 : 34e symposium du musée d'art contemporain de Baie-Saint-Paul[16], Curateur : Marie Perrault, Canada
- 2016 : Galerie Detais, la vie de château, Paris
- 2016 : Passeport de... Beyrouth,  Biennale de Paris, Beyrouth, Liban[17]
- 2016 : Parcours de l’art, (en partenariat avec le FRAC PACA et la fondation Yvon Lambert), Avignon
- 2015 : Espace d’art contemporain A Vous de Voir, Saint-Mathurin-sur-Loire, « Récits », (Prix du jury)
- 2015 : Finaliste du prix Thérèse Gutmann, Paris[18]
- 2014 : Finaliste du prix Paul Artôt, Académie royale de Belgique, Bruxelles, Belgique
- 2014 : Art Up! Lille Art Fair, Galerie Ange Basso
- 2014 : Biennale d’art contemporain de Cachan, Cachan
- 2013 : 8e Biennale européenne d’art Contemporain, Nîmes.
- 2013 : Semaine de l’art à Pauillac, Centre culturel des Tourelles (en partenariat avec Zoé TV). Commissaire d’exposition Thomas Azouz.
- 2011 : Finaliste du prix Nicolas Feuillatte pour l’Art Contemporain
- 2011 : « Couleurs Noires », Galerie A. Basso, Paris
- 2010 : MAC Paris
- 2009 : Lauréat de la fondation Colas
- 2009 : MAC Paris.
- 2009 : Projet Rock’en Seine, Ville de Saint-Cloud.
- 2009 : Lille Art Fair, galerie Bayard, Compiègne.
- 2009 : Musée français de la carte à jouer, Nuit blanche, Issy-les-Moulineaux.
- 2008 : 53e Salon de Montrouge.
- 2008 : Galerie Le Feuvre, « Artistes de la galerie » Paris.
- 2007 : 52e Salon de Montrouge.
- 2005 : Biennale internationale de Florence, Italie

## Collections
- Fondation Colas, France Colas[4], France
- Musée d'Art Contemporain de Baie-Saint-Paul, Canada
- Association Florence, France
- Fonds d’art contemporain de l’Artothèque de Lille, Lasecu, France
- Fonds d’art contemporain de l’Artothèque de Draguignan, France